# The Dead Don't Die (film)
The Dead Don't Die este un film american de comedie de groază din 2019 scris și regizat de Jim Jarmusch. În distribuție apar vedetele Adam Driver, Bill Murray, Chloë Sevigny, Steve Buscemi, Austin Butler, RZA, Tilda Swinton, Tom Waits, Danny Glover, Caleb Landry Jones, Rosie Perez, Carol Kane și Selena Gomez și filmul prezintă forța de poliție a unui mic orășel american în lupta cu o invazie zombie bruscă.
A avut premiera mondială în ziua de deschidere a Festivalului de Film de la Cannes din 14 mai 2019 și a fost lansat cinematografic în SUA p lună mai târziu, la 14 iunie 2019, de către Focus Features. A avut parte de recenzii împărțite și a avut încasări de peste 13,9 milioane $.
Titlul este o referire la un CD și o melodie a lui Sturgill Simpson, melodie care este interpretată de mai multe ori în timpul filmului.

## Distribuție
- Bill Murray - Chief Cliff Robertson
- Adam Driver - Officer Ronald "Ronnie" Peterson
- Tilda Swinton - Zelda Winston
- Chloë Sevigny - Officer Minerva "Mindy" Morrison
- Steve Buscemi - Farmer Miller
- Danny Glover - Hank Thompson
- Caleb Landry Jones - Bobby Wiggins
- Rosie Perez - Posie Juarez
- Iggy Pop - Coffee Zombie
- Sara Driver - Coffee Zombie
- RZA - Dean
- Carol Kane - Mallory O'Brien
- Selena Gomez - Zoe
- Tom Waits - Hermit Bob
- Austin Butler - Jack
- Eszter Balint - Fern
- Luka Sabbat - Zach
- Larry Fessenden - Danny Perkins
- Rosal Colon - Lily
- Sturgill Simpson - Guitar Zombie
- Maya Delmont - Stella
- Taliyah Whitaker - Olivia
- Jahi Winston - Geronimo

## Legături externe
- Site web oficial
- The Dead Don't Die la Internet Movie Database
- The Dead Don't Die (film) la Allmovie
- The Dead Don't Die (film) la Metacritic
- The Dead Don't Die (film) la Rotten Tomatoes